# Leserkreis Daheim
Der Lesezirkel Leserkreis Daheim wurde 1907 von Richard Ganske (1876–1956) in Kiel gegründet und ist das größte Mietzeitschriften-Unternehmen in Europa, mit Service-Filialen in allen Teilen Deutschlands. Das Unternehmen gehört zur Ganske-Verlagsgruppe (u. a. Jahreszeiten Verlag, Hoffmann und Campe, Gräfe und Unzer).
1926 wurde die Zentrale von Kiel nach Hannover verlegt. 1929 übernahm Richard Ganskes Sohn Kurt Ganske die Führung des Vertriebsunternehmens und erhöhte bis 1938 die Zahl der Filialen auf 30. Zu Beginn des Zweiten Weltkrieges beschäftigt das Unternehmen ca. 1300 Mitarbeiter. 1944 wurde die Firma stillgelegt. Ende 1945 wurde der Geschäftsbetrieb wieder aufgenommen, zunächst mit dem Verleih von Büchern. 1946 kamen erste Zeitschriften hinzu. 1951 wurden die ostdeutschen Filialen enteignet. 1954 wurde der Firmensitz an den heutigen Standort in Hamburg verlegt. 1957 beschäftigte das Unternehmen 1700 Mitarbeiter. 1972 wurde die EDV eingeführt. 1979 nach dem Tod seines Vaters Kurt Ganske übernahm Thomas Ganske die Geschäftsführung des Unternehmens und über diese wiederum später in der vierten Generation an seinen Sohn Sebastian Ganske.
Der Leserkreis Daheim ist Europas größter Lesezirkel und Marktführer in Deutschland. Er beschäftigt bundesweit rund 400 Mitarbeiter, zuzüglich Geringbeschäftiger, bei einer jährlichen Auslieferung – in vergangenen Zeiten – von ca. 25 Millionen Zeitschriften.
Die Kunden des Leserkreis Daheim sind teilweise private Nutzer, teilweise öffentliche Ausleger wie Ärzte, Friseure, Gastronomen und andere öffentliche Bereiche, bei denen Wartezeiten auftreten können. Private Nutzer kommen als Neukunden meist über Verbrauchermessen oder das Internet zum Leserkreis Daheim, während der Großteil der öffentlichen Auslagen vom Vertrieb der Filialen vor Ort generiert wird.